# .mu
.mu (Maurícia) é o código TLD (ccTLD) na Internet para a Maurícia.